# HMS Truant (N68)
L'HMS Truant fu un sottomarino Classe T della Royal Navy. Venne impostato da Vickers Armstrong, Barrow e varato il 5 maggio 1939.

## Carriera
Il Truant ebbe una carriera relativamente attiva servendo nei principali teatri di guerra navali - Mare del Nord, Mediterraneo e Pacifico.

### Mare del Nord
La prima grande vittoria del Truant venne quando silurò e danneggiò l'incrociatore leggero tedesco Karlsruhe fuori Kristiansand, Norvegia, disabilitando sia i motori che le centraline elettriche; il Karlsruhe dovette poi essere affondato con due siluri dalla torpediniera tedesca Greif. In seguito il Truant attaccò il mercantile britannico SS Alster, senza sapere che era stato recentemente catturato dai tedeschi, ma i suoi siluri non andarono a segno. Inoltre intercettò il mercantile tedesco Tropic Sea, che in precedenza era stato nel servizio norvegese, ma era stato catturato dall'incrociatore ausiliario Orion nel sud del Pacifico. Il Tropic Sea venne affondato dall'equipaggio tedesco nel Golfo di Biscaglia.
Nel luglio 1940 il Truant fu attaccato dal sommergibile classe River HMS Clyde (N12), che lo aveva scambiato per un battello nemico: fortunatamente, i siluri del Clyde lo mancarono.

### Mediterraneo
Assegnato al Mediterraneo, a metà del 1940, il Truant continuò ad affondare un certo numero di navi nemiche, comprese le navi mercantili italiane Provvidenza, Sebastiano Bianchi e Multedo, le petroliere italiane Bonzo e Meteor, il cacciasommergibili ausiliario italiano Vanna, la nave passeggeri/merci italiana Bengasi e il mercantile tedesco Virginia S. Il Truant danneggiò anche la piccola petroliera italiana Prometeo e la torpediniera italiana Alcione, che venne successivamente dichiarata una perdita totale. Inoltre ha invano attaccato i mercantili italiani Utilitas, Silvia Tripcovich, Bainsizza e Arborea, la piccola petroliera italiana Lavoro e il mercantile tedesco Bellona.

### Estremo Oriente
Il Truant venne assegnato per operare in Estremo Oriente, contro le forze giapponesi, nel 1942. Silurò ed affondò le navi da carico mercantili giapponesi Yae Maru e Shunsui Maru e la nave da carico dell'esercito giapponese Tamon Maru No.1. Attaccò anche l'incrociatore leggero giapponese Nagara, ma i siluri mancarono il bersaglio. Fu presente anche alla Battaglia dello Stretto di Badung.

## Dopoguerra
Il Truant sopravvisse alla guerra e venne venduto per essere demolito come rottame il 19 dicembre 1945. Venne distrutto nel dicembre 1946, mentre era in rotta verso il cantiere di demolizione.